# Molnár Anna (színművész)
Molnár Anna (Miskolc, 1950. január 3. –) magyar színésznő, magánénekes. 

## Életpályája
Az Egressy Béni Zeneiskola zongora-ének szakán tanult. A miskolci Földes Ferenc Gimnáziumban érettségizett. 1968-1983 között a Miskolci Nemzeti Színház tagja volt. 1983-1989 között szabadúszóként dolgozott. 1989-től ismét a Miskolci Nemzeti Színház színésznője. 1996-ban a debreceni Csokonai Színház vendégénekeseként is dolgozott. A Budapesti Kamaraopera vendégművésze volt. 1989-től tanított a Miskolci Csodamalom Bábszínházban.

## Díjai és kitüntetései
- A Miskolci Nemzeti Színház örökös tagja (2012)[4]
- Déryné-díj (2001)[5]